# Het huwelijk van Arjuna

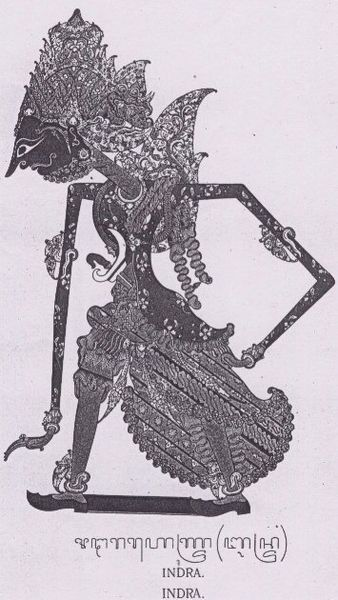
Indra als wayangpop

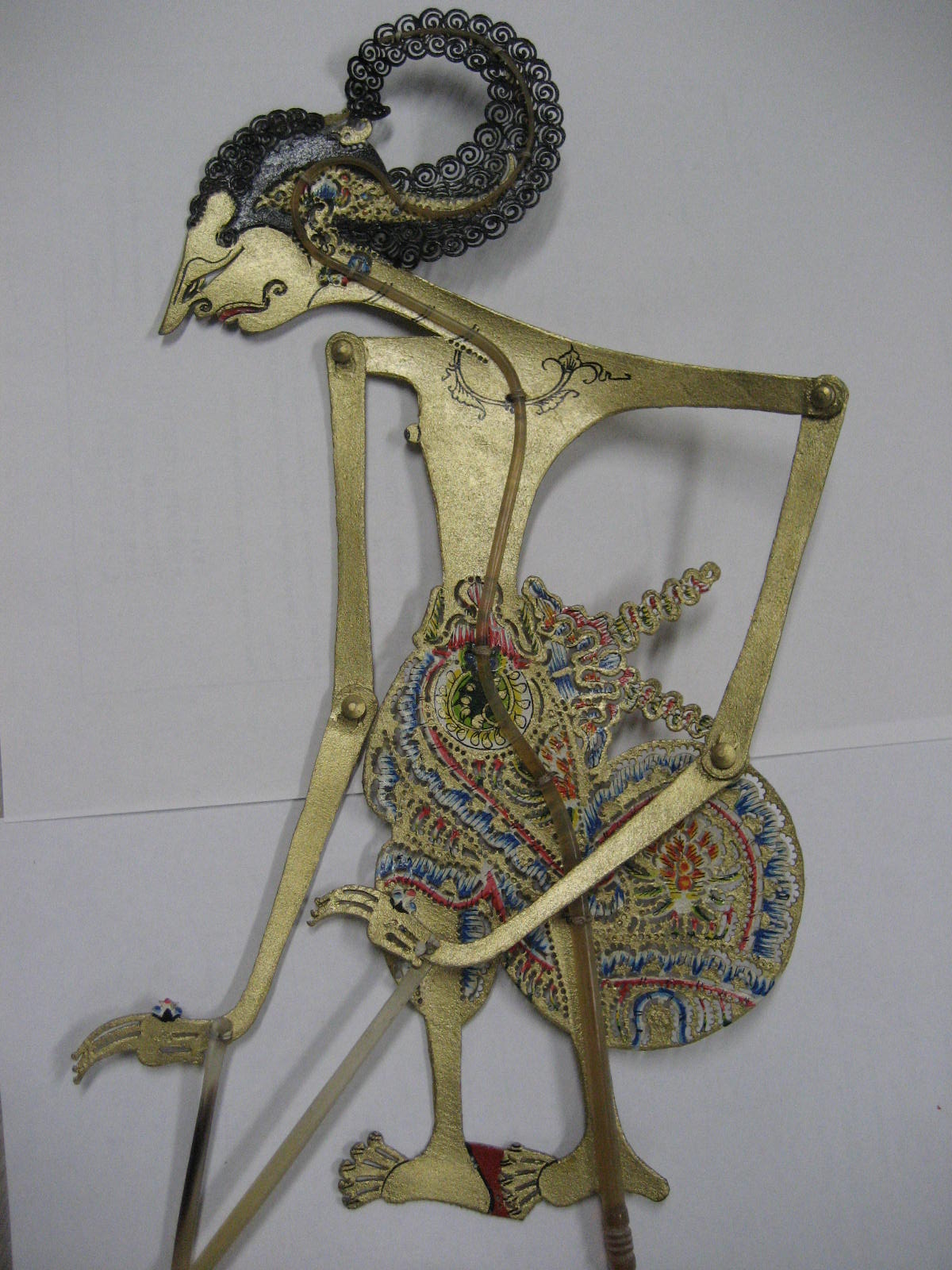
Arjuna als wayangpop

Het huwelijk van Arjuna is een volksverhaal uit Indonesië.

## Het verhaal
De demonenkoning Niwatakawaca, hij die een ondoordringbaar harnas draagt, zetelt op de zuidelijke voet van de Sumeru (de zetel der goden) en wil het verblijf van de goden vernietigen. Sinds Siwa hem onsterfelijk heeft gemaakt, kan hij niet verslagen worden. Indra heeft de goden bijeengeroepen, een machtig mensenkind kan de demonenkoning verslaan. Arjuna mediteert en de goden willen hem op de proef stellen. In de hemel zijn veel mooie vrouwen die vele kluizenaars van hun stuk brachten. Indra koos zeven hemelnifmen en ze gingen naar de berg Indrakila. Door de nevelsluiers zagen ze niet dat de bomen hen begroetten en ze rusten bij een reizigerspaviljoen bij de grot. Ze gaan naar Arjuna en hij straalt als de volle maan. Een voor een gaan ze naar hem toe, de anderen wachten in het maanlicht. Na drie nachten keren ze terug, Arjuna blijft onverstoorbaar. Arjuna zal de interesse in de wereldse macht verliezen en Indra brengt een bezoek, vermomd als oude heilige. Arjuna begroet zijn gast als deze hoest en vraagt waar hij vandaan komt en waar hij naartoe gaat. De heilige zegt van ver te komen en heilige plaatsen te bezoeken. Arjuna draagt wapens en zegt voor zijn broer te mediteren en Indra neemt zijn ware gedaante aan. Hij zegt de nimfen gezonden te hebben om Arjuna op een dwaalspoor te brengen, maar Arjuna heeft de beproeving doorstaan.
Spionnen van Niwatakawaca brengen het nieuws over en de demonenkoning stuurt Muka om Arjuna te doden. Hij verandert in een groot zwijn en de berg wordt geschokt en komt tot een uitbarsting. Arjuna pakt zijn pijl-en-boog en ziet rotsen verbrijzelen, hij zet zijn helm op en doet zijn harnas aan. Siwa verschijnt en Arjuna denkt nog meer vijanden te hebben. De prins schiet een pijl en ook de koning schiet een pijl, beide versmelten tot één pijl en raken het zwijn. De koning vraagt wat een kluizenaar met een pijl doet als Arjuna de pijl uit het zwijn trekt. Arjuna zegt dat Sri Rama met de grote bijl zijn voorbeeld is en hij laat zich niet beledigen. Er ontstaat een strijd en Arjuna is een waardig tegenstander, maar dan maakt Siwa zich bekend. Hij geeft de pijl en zegt dat het Pasupati is. Arjuna krijgt ook een boog en helm en leert de wapens hanteren. De god verdwijnt met zijn gevolg en Arjuna ziet twee gezanten van Indra, ze geven een brief. Indra vraagt om hulp en Arjuna stemt toe, alhoewel hij zijn broer wil helpen. Hij krijgt een wollen jas en sloffen met juwelen, ze kunnen hem door de lucht dragen. De ringmuur om het verblijf van de goden heeft vier poorten, de edelstenen flonkeren nog meer als de glans van zon en maan. Arjuna komt in de zaal en ziet Indra, Wrehaspati en een aantal voorname goden en hoort dat alleen hij de demonenkoning kan verslaan.
Indra geeft de hulp van de nimf Supraba, de demonenkoning is verliefd op haar. Arjuna moet de wollen jas en sloffen dragen en krijgt oogzwartsel om zichzelf onzichtbaar te maken. Arjuna en Supraba nemen eerbiedig afscheid en gaan over bergen, dalen, meren, zeeën, watervallen, bossen, beekjes en bloemen en komen 's avonds bij Manimantaka. De gouden wallen en poorten liggen om witte gebouwen en in het maanlicht horen Arjuna en Supraba de geluiden van een feest. Ze zien de vrouwen in de harem in de maneschijn en Arjuna verstopt zich in een boom. Supraba gaat naar het kristallen paviljoen in de tuin en wordt gezien. De vorst hoort van haar komst en verwelkomt haar. De nimf zegt dat de goden haar altijd hebben tegengehouden. Nu er een oorlog nadert heerst er grote onrust en ze kon ontsnappen, vertelt ze. Niwatakawaca wil haar kussen, maar Supraba weert hem af. Ze zegt dat een bruidsschat terecht zou zijn, ze vraagt ook of hij werkelijk door niemand gedood kan worden. Ze is bang hem weer te verliezen en de demonenkoning vertelt dat het geheim van onsterfelijkheid, de punt van zijn tong, nu alleen bij haar bekend is.
Arjuna werpt de poort van de stad omver en Arjuna en Supraba vluchten. Niwatakwaca beseft dat Supraba hem heeft bedrogen en de volgende ochtend trekt hij met een enorm leger naar Indra. In een wagen met diamanten en getrokken door olifanten voert hij een leger dat door de lucht en te voet gaat. Een vlag van olifantsvel met slagtanden eraan hangt boven het leger. Bossen blijven niet overeind, het regent en stormt en dondert. Vulkanen komen tot uitbarsting en de aarde beeft. Indra zit op de olifant Erawana en het lijkt een vuurberg, zijn zonnescherm van garudaveren zweeft als een wolk boven hem en een regen van bloemen daalt neer. Het geluid van gamelans, pauken en trommen is oorverdovend en er klinkt een strijdkreet. Zon en maan worden verduisterd en ravijnen en bossen worden met de grond gelijk gemaakt. De strijd begint en dolken en krissen breken, olifanten en paarden worden gedood. Arjuna pakt zijn pijl en er verschijnen gewapende reuzen en het demonenleger wordt tot as gemaakt.
De demonenkoning staat op uit de as en spuwt een nieuw leger van demonen uit zijn mond. De goden vluchten uiteen als er een vuurpijl wordt afgevuurd en Arjuna wordt meegesleurd. Arjuna spant zijn boog en bidt tot de goden, de tweede pijl raakt de demon in zijn mond. De demon wordt verslagen en de vlammen verteren hem en zijn leger. Arjuna heeft Niwatakawaca overwonnen en er waait een wind, om de glans van de zon tekent zich een kring af. Het begint te regenen en de doden worden met het levenswater tot leven gewekt. Arjuna en Indra rijden in een wagen en spreken over de strijd. De buit bestaat uit koninklijke dracht en beeldschone maagden.

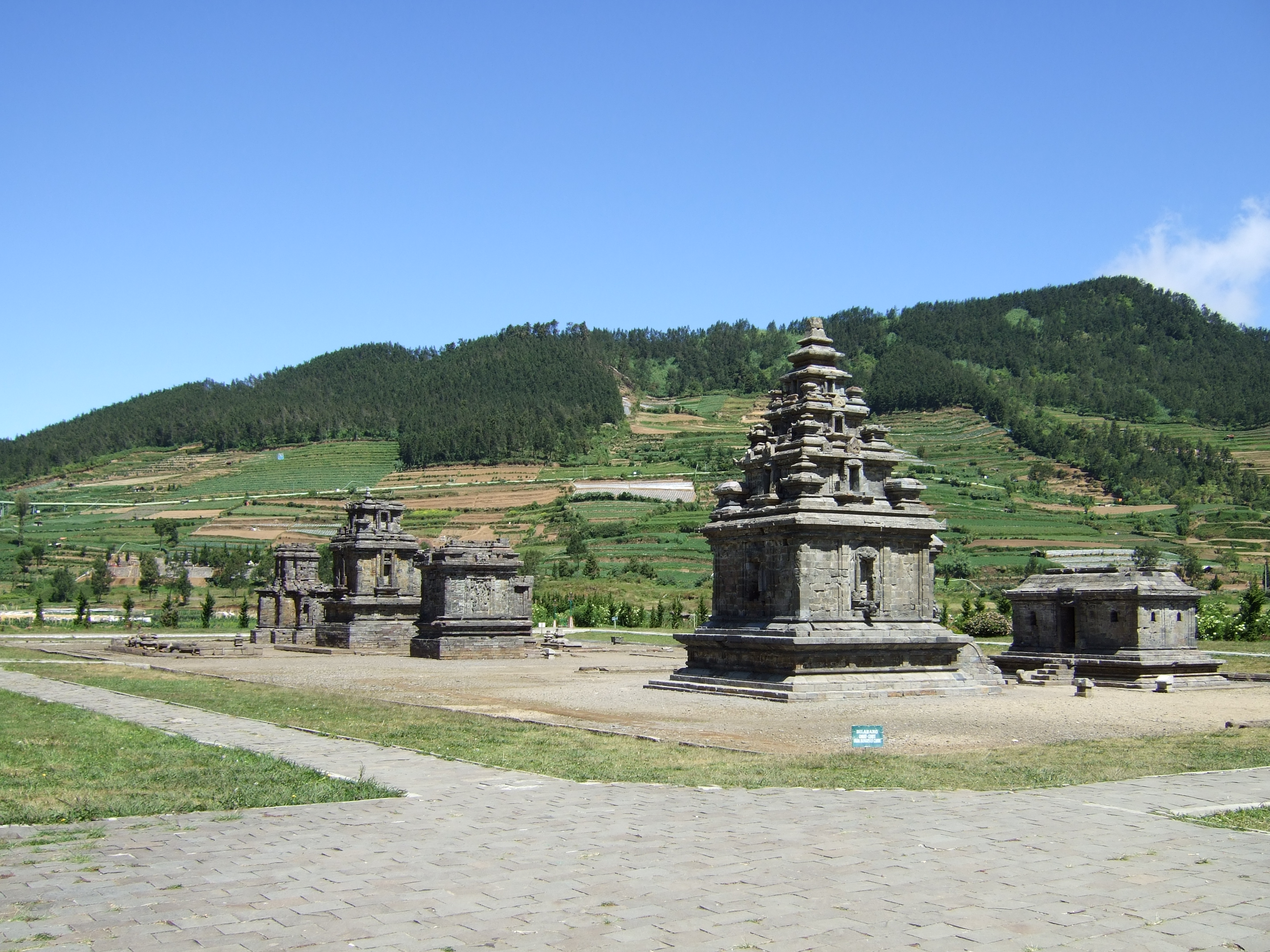
Candi Arjuna op Java, zie ook stoepa

De stoet komt in de hemel en astrologen stellen een gunstige dag vast om Arjuna tot zoon te wijden. Hij mag zeven dagen in de hemel verblijven en elke nimf zal hem toebehoren. Hij wordt naar een verblijf van zeven gebouwen gebracht, ze staan in een kring. Elke dag in de hemel duurt een maand en Arjuna is gelukkig met de nimfen, maar denkt aan zijn broers. Hij neemt na zeven maanden afscheid van Indra en wordt gewaarschuwd voor hoogmoed en verblinding. Matali, de wagenmenner, rijdt voor en de nimfen nemen afscheid van hun prins. Arjuna wordt begroet door zijn broers en vertelt over de gebeurtenissen.

## Achtergronden
- Het verhaal is een Oudjavaans kakawin (Kakawin Arjunawiwaha, 1028 - 1035), geschreven door Mpu Kanwa (hofdichter van Erlangga, aan wie het gedicht is opgedragen). Zie ook Javaanse literatuur.
- Erlangga is ook de zoon van Rangda.
- Het verhaal is gebaseerd op een passage uit de Mahabharata (de strijd tussen de Pandava's en de Kaurava's, Arjuna is de middelste van de Pandava-broeders en zijn broer Yudhishthira wil dat hij ascese betracht om de magische wapens te krijgen).
- Dit kakawin wijkt af van de Indische traditie, het is een echt Javaans verhaal (vooral de pasage na de ontmoeting met Siwa).
- Het levenswater komt in veel verhalen voor, de fontein des levens of fons vivus is een oudtestamentisch symbool. Zie ook Elixer, Qi, Eau de vie, Aquavit, Usquebaugh. Zie ook Het water des levens.